# چارلی هاس
چارلی هاس (انگلیسی: Charlie Haas؛ زادهٔ ۲۷ مارس ۱۹۷۲) کشتی‌گیر کشتی حرفه‌ای اهل ایالات متحده آمریکا است.